# Parque Nacional do Pantanal Matogrossense
O Parque Nacional do Pantanal Matogrossense é um parque nacional brasileiro situado entre os estados de Mato Grosso do Sul e Mato Grosso. Com 135 606,71 ha, tem o objetivo de proteger e preservar parte do bioma do Pantanal, bem como sua biodiversidade, mantendo o equilíbrio dinâmico e a integridade ecológica dos ecossistemas contidos no parque. É administrado pelo Instituto Chico Mendes de Conservação da Biodiversidade (ICMBio). Considerado pela UNESCO Patrimônio Natural Mundial, Área Núcleo da Reserva da Biosfera do Pantanal e Sítio Ramsar, declarado pela Convenção sobre Zonas Úmidas de Importância Internacional, Convenção de Ramsar.

## História
A criação do Parque Nacional atendeu à reivindicações da sociedade e comunidade científica, para criação de uma unidade de conservação que protegesse amostras significativas do ecossistema pantaneiro. O Parque Nacional incorporou a antiga Reserva Biológica do Caracará, criada na década de 70, somada à uma antiga fazenda de gado que teve sua área permanentemente alagada em consequência das mudanças ambientais no pantanal após a grande cheia de 1974. Na década de 1980 o parque nacional serviu de base de operações no combate aos caçadores de jacarés. O parque teve o seu Plano de Manejo aprovado em 2004.

## Conservação

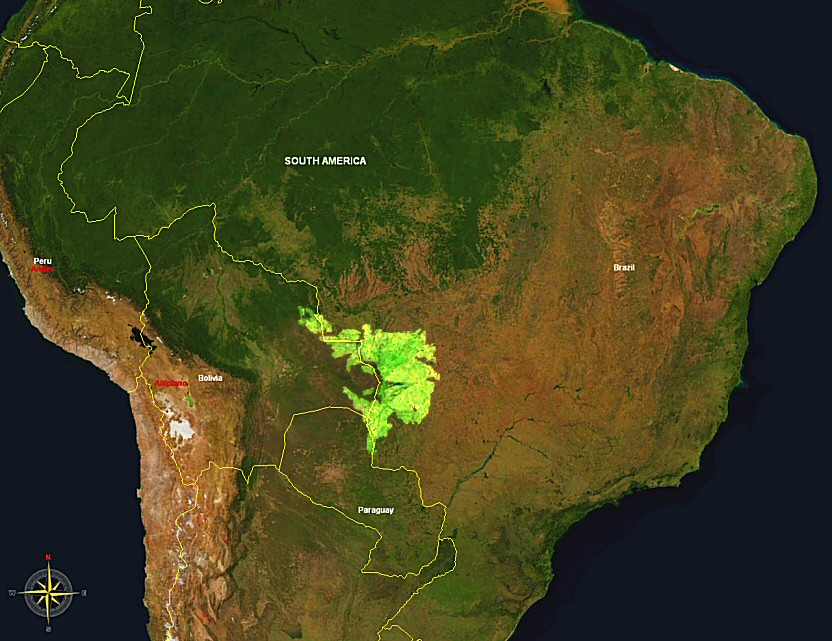
Área do bioma do Pantanal na América do Sul.

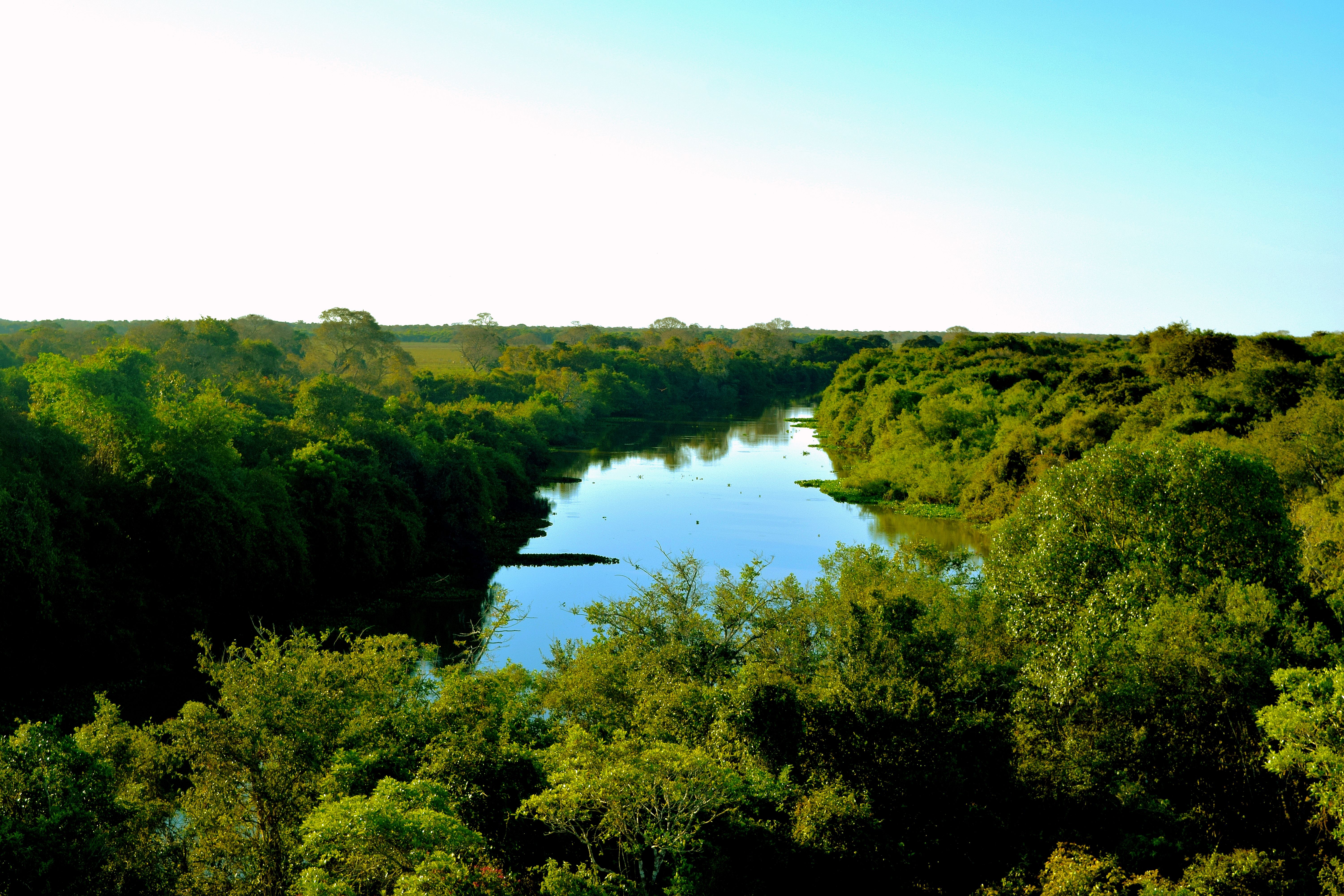
Vista do rio Píxaim.

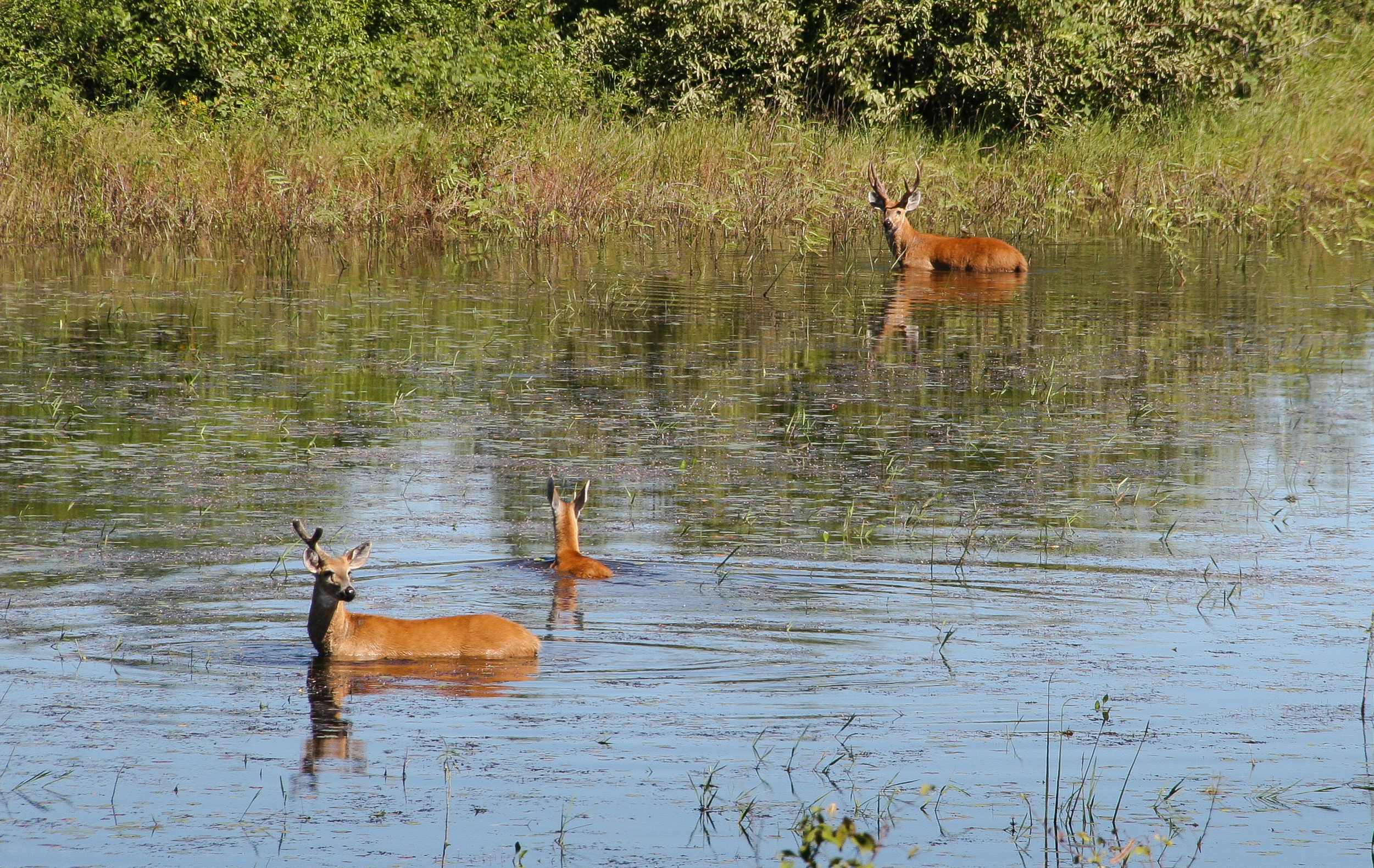
Cervo-do-pantanal (Blastocerus dichotomus) dentro do parque.

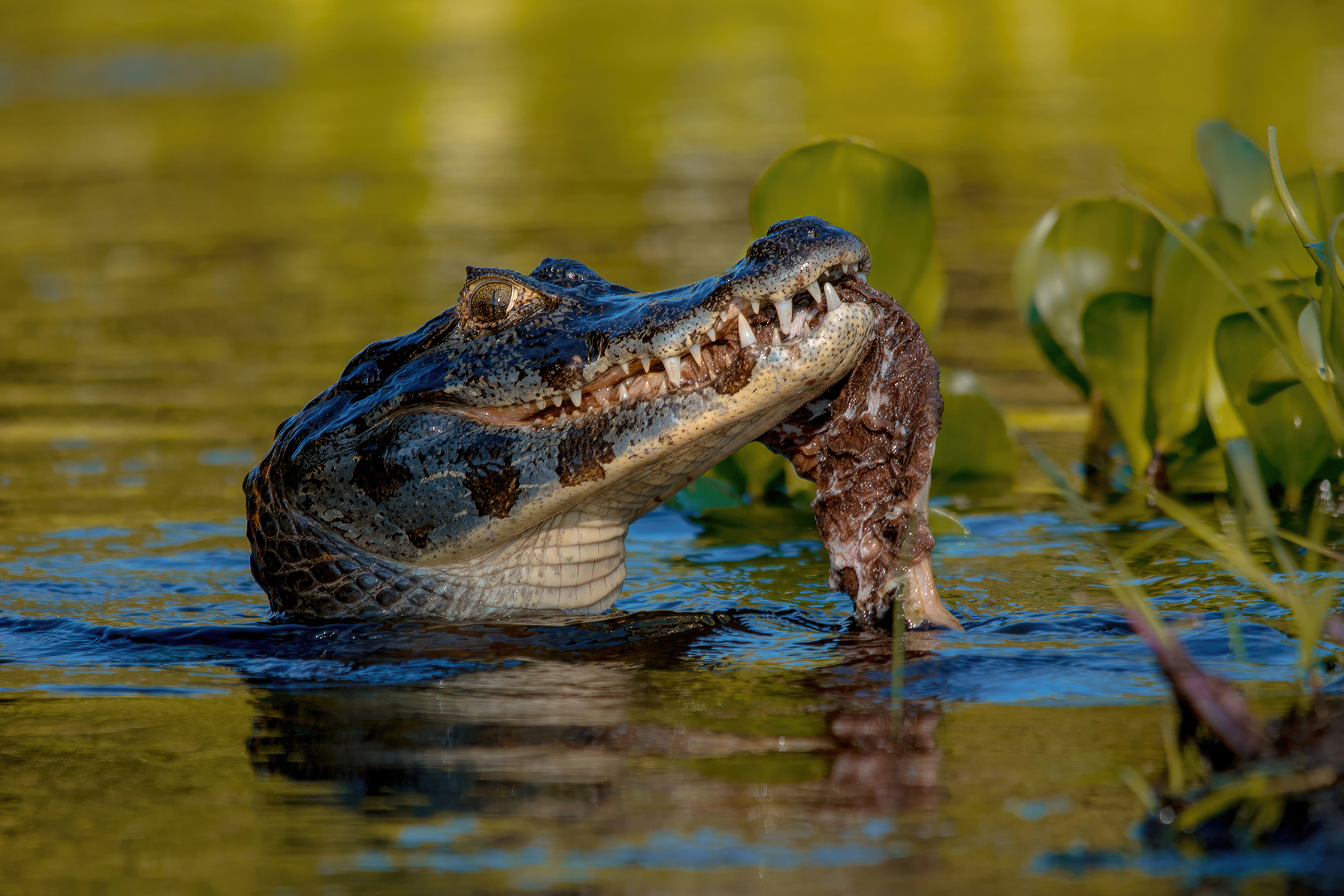
Jacaré-do-pantanal

O parque é classificado como categoria II da área protegida da IUCN (parque nacional). O objetivo básico do parque é a preservação de ecossistemas naturais de grande relevância ecológica e beleza cênica, possibilitando pesquisa científica, educação ambiental, recreação ao ar livre e turismo ecológico. O parque foi listado como um "Pântano de Importância Internacional" sob a Convenção de Ramsar em 1993.
Espécies protegidas incluem onça-pintada (Panthera onca), jaguatirica (Leopardus pardalis), cervo-do-pantanal (Blastocerus dichotomus), tamanduá-bandeira (Myrmecophaga tridactyla), tatu-canastra (Priodontes maximus), ariranha (Pteronura brasiliensis), jacu-de-barriga-castanha (Penelope ochrogaster), caboclinho-do-sertão (Sporophila nigrorufa) e estilete (Lamproscapha ensiformis).

## Geografia
O Parque Nacional Pantanal Matogrossense possui uma área de 135.606 hectares e está no bioma do Pantanal. O parque foi criado pelo decreto nº 86.392, de 24 de setembro de 1981 e é administrado pelo Instituto Chico Mendes de Conservação da Biodiversidade (ICMBio). Abrange partes dos municípios de Corumbá, no Mato Grosso do Sul, e Cáceres e Poconé, no Mato Grosso. Fica ao lado do Parque Estadual Guirá, ao norte. O rio Cuiabá atravessa o parque, que faz parte da Reserva da Biosfera do Pantanal e também inclui os parques nacionais da Chapada dos Guimarães, Emas e Serra da Bodoquena, além dos parques estaduais da Serra de Santa Bárbara, das Nascentes do Rio Taquari e do Pantanal do Rio Negro.
O pantanal como um todo é caracterizado por uma enorme superfície de acumulação, de topografia bastante plana e freqüentemente sujeita a inundações, sendo a rede de drenagem comandada pelo rio Paraguai.

### Clima
Com características tropicais continentais, a temperatura média varia de 23° a 25° C, com precipitação anual acima de 1.000 mm. O regime de chuvas é tropical, apresentando a época seca, de maio a setembro, e a chuvosa, de outubro a abril, sendo que em dezembro e fevereiro são considerados os meses mais chuvosos. A planície pantaneira facilita o pulso de frentes frias e fortes massas de ar polar para a região amazônica, podendo a temperatura chegar raramente, no pantanal, próximo a 0ºC; e com a atuação de massas de ar seco e quente alcançar até acima de 40ºC.

### Fauna e flora
O Pantanal Matogrossense é um dos ecossistemas mais produtivos do Brasil. As condições ambientais favorecem o estabelecimento de grande variedade de fauna. Pode-se observar fauna terrestre (capivara, lobo-guará, cervo-do-pantanal, jaguatirica, lontra, cutia, anta, onça-pintada, puma, veado campeiro, ema e etc...), aves (garça, arara, tucano, Tuiuiú) e répteis (cobras, jacarés), etc.
A vegetação é caracterizada por uma área de tensão ecológica de contato entre as regiões fitoecológica da Savana ou Cerrado e da Floresta Estacional Semidecídua. A cobertura vegetal é classificada por Savana Gramíneo-Lenhosa, Floresta Semidecídua Aluvial e Floresta Semidecídua das Terras Baixas.